# サーニー・ビン・ジャーシム・スタジアム
サーニー・ビン・ジャーシム・スタジアム（アラビア語: استاد ثاني بن جاسم、Thani bin Jassim Stadium）はカタール・ドーハにある多目的スタジアムである。現在は主にサッカーに用いられ、アル・ガラファの本拠地である。2003年に建設され、収容人数は22,000人である。AFCアジアカップ2011などの国際試合が開催されている。アル・ガッラーファ・スタジアムとも呼ばれる。